# Législature d'État du Kansas
Capitole de l'État du Kansas, Topeka
La législature d'État du Kansas (Kansas Legislature) est la législature d'État et branche législative de l'État américain du Kansas.

## Composition
Elle se présente sous la forme d'un parlement bicaméral composé d'une chambre haute, le Sénat de 40 élus, et d'une chambre basse, la Chambre des représentants de 125 élus. Les représentants sont élus pour un mandat de deux ans, les sénateurs pour un mandat de quatre ans.

## Procédure législative
Les projets de loi passent par un processus identique dans la Chambre des représentants et au Sénat opposée de la législature de l’État. Après son adoption par les deux chambres, un projet de loi est soumis au gouverneur, qui le signe ou y oppose son veto. En cas de veto, le projet de loi ne devient loi que si les deux chambres de la législature votent pour passer outre au veto avec une majorité des deux tiers de leurs membres.

## Siège
La législature se réunit dans le capitole du Kansas à Topeka.